# ウォ・ヒン会館
ウォ・ヒン会館（ウォ・ヒンかいかん、英: The Wo Hing Society Hall、繁体字中国語: 和興會館、粤拼: Wo4 Hing1 Wui6 Gun2）は、アメリカ合衆国ハワイ州マウイ島のラハイナにあった会館。ラハイナを中心に、特にサトウキビ・プランテーションの労働者として増加する中国人の交流の場として1912年頃に建設された。1984年に修復を経て博物館となり、ウォ・ヒン博物館（英語: Wo Hing Museum、繁体字中国語: 和興博物館）として一般公開された。
マウイ島にいくつかあった中国人結社の会館 (Chinese Society Halls on Maui) の一つであった。ラハイナ歴史地区に含まれ、1982年7月30日にはハワイ州歴史登録財に登録され、1982年11月15日に Wo Hing Society Building としてアメリカ合衆国国家歴史登録財に登録された。2023年8月の大火（ハワイ・マウイ島山火事）によって焼失した。

## 歴史
1852年、多くの中国人（主に独身男性）がサトウキビ・プランテーション (Sugar plantations in Hawaii) で働くためにハワイに移動した。中には、契約が切れた後もハワイに残留し、他の商売を始める人もいた。中国人が多く流入する一方、本土からの距離が遠いことから、「堂」(Tong)と呼ばれるコミュニティ（結社）が成立し、メンバーの相互扶助と友誼、死亡時の葬礼、宗教的・政治的な支援を提供した。
1909年頃、ラハイナの中国人たちは、致公堂から派生して和興会(Wo Hing Society) を組織した。致公堂は洪門と総称される結社の一つである。1912年、個人の寄付と基金を募り、和興会館が建設された。
1940年代までに、ラハイナの中国人の多くは新たなビジネスチャンスを求めてホノルルに移動した。このため、会館は放置され、朽ちるに任せる状態となった。1983年、ラハイナ修復財団 (Lahaina Restoration Foundation) は和興会と交渉し、建物の修復と一般公開を支援する長期契約を締結した。1984年に修復が完了し、一般公開された。この建物は、ハワイ州に現存する中国の「堂」会館の中で最も優れたものの一つとみなされた。

## 建築
敷地は、2階建ての本館と、その脇の調理場に分かれていた。本館1階には、20世紀初めのラハイナの中国の工芸品や記念品のコレクションが展示されていた。そのほとんどは、マウイ島西部にサトウキビ産業が定着してから数年間をカバーするものである。また、マウイ島で唯一の公共の道教寺院（ウォ・ヒン・テンプル）も併設され、2階には関帝をはじめとする中国の神々に捧げられた祭壇があり、その他の中国の工芸品も展示されていた。
調理場が別棟となっているのは、本館に火災の被害が及ぶことを防ぐためである。今日では、数々の調理器具を展示するとともに、ミニシアターとして改装されている。

## 文化
「ウォ・ヒン」と広東語で読まれる「和興」は、英語で "harmony and prosperity" の意味と説明されている。これらの漢字は寺院の周辺の扁額にも記されている。
寺院は風水の考えも取り入れており、建物の入り口（正面）は海に向いており、山を背にしている 。
2012年8月には、本館前で孫文（孫中山）像の除幕が行われた。孫文とマウイ島にはいささかの縁がある。孫文の兄である孫眉はホノルルで働いたのちにマウイ島に渡り、商店経営を行ったあと牧場経営に乗り出し、成功を収めて「マウイ王」の異名をとっていた。孫文もマウイ島を訪れている。

## ギャラリー

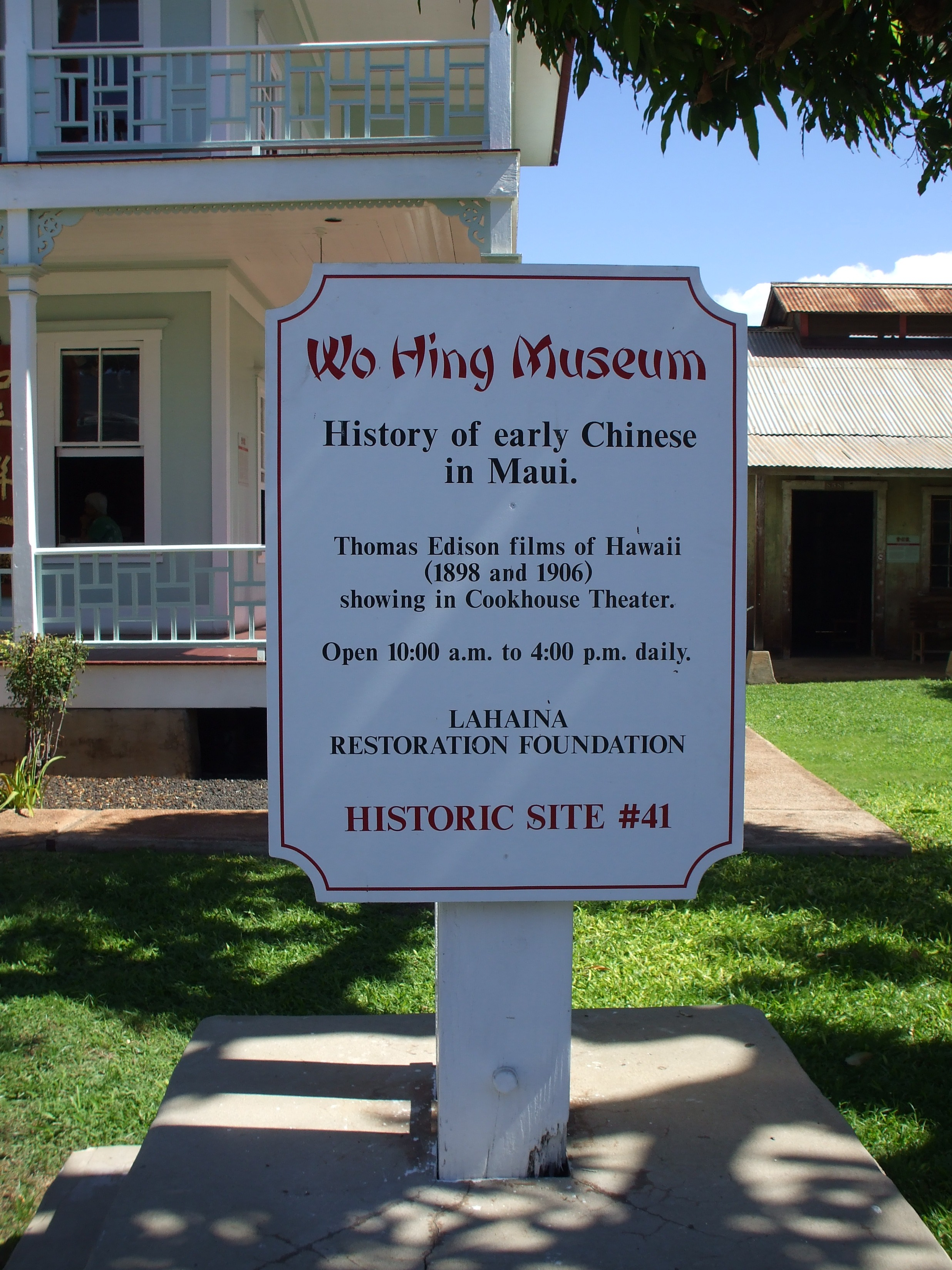
ラハイナ修復財団の制定した「ラハイナ・ヒストリック・トレイル」の41番ポイントであることを示す標札。
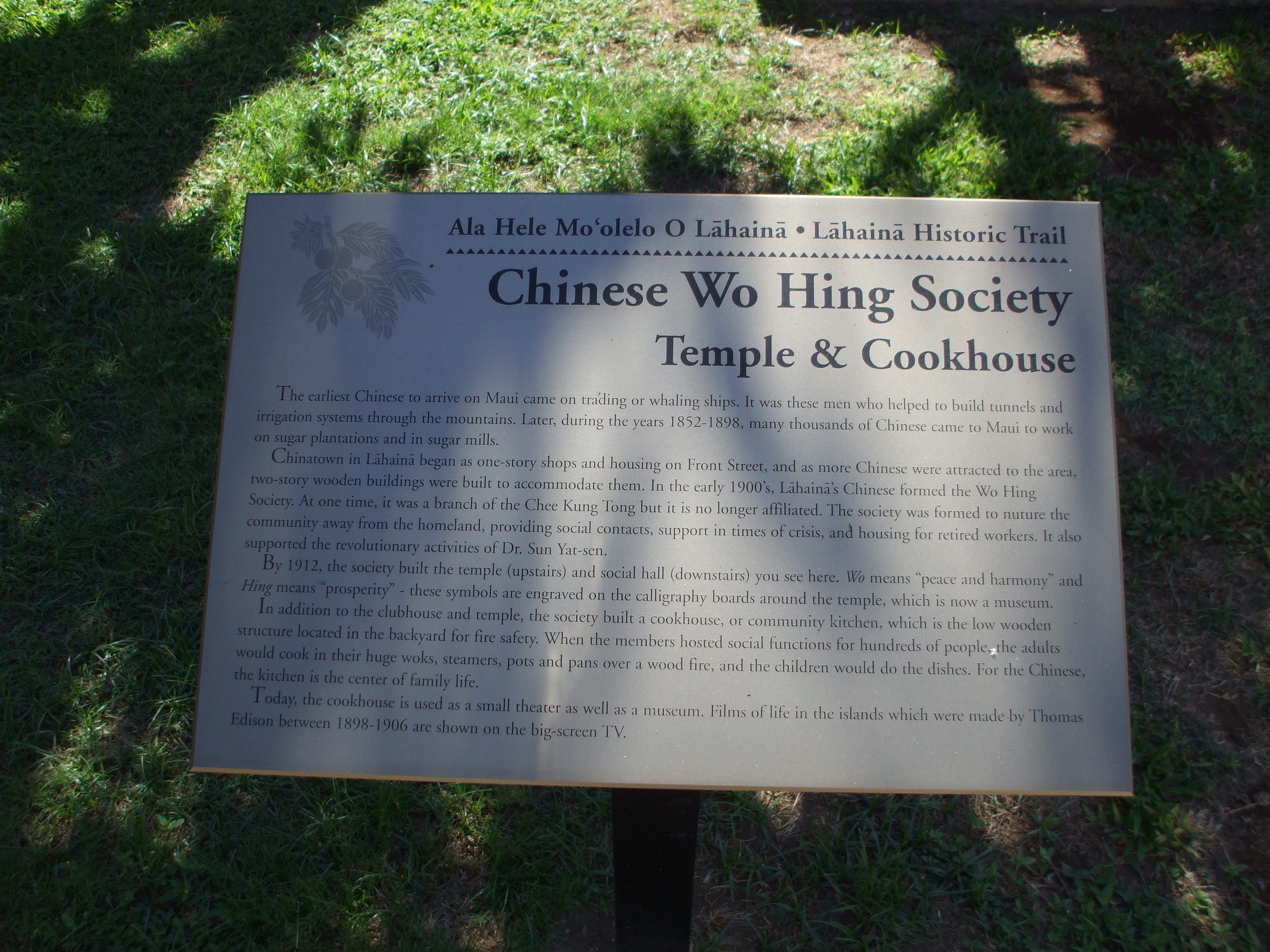
博物館前の解説銘板
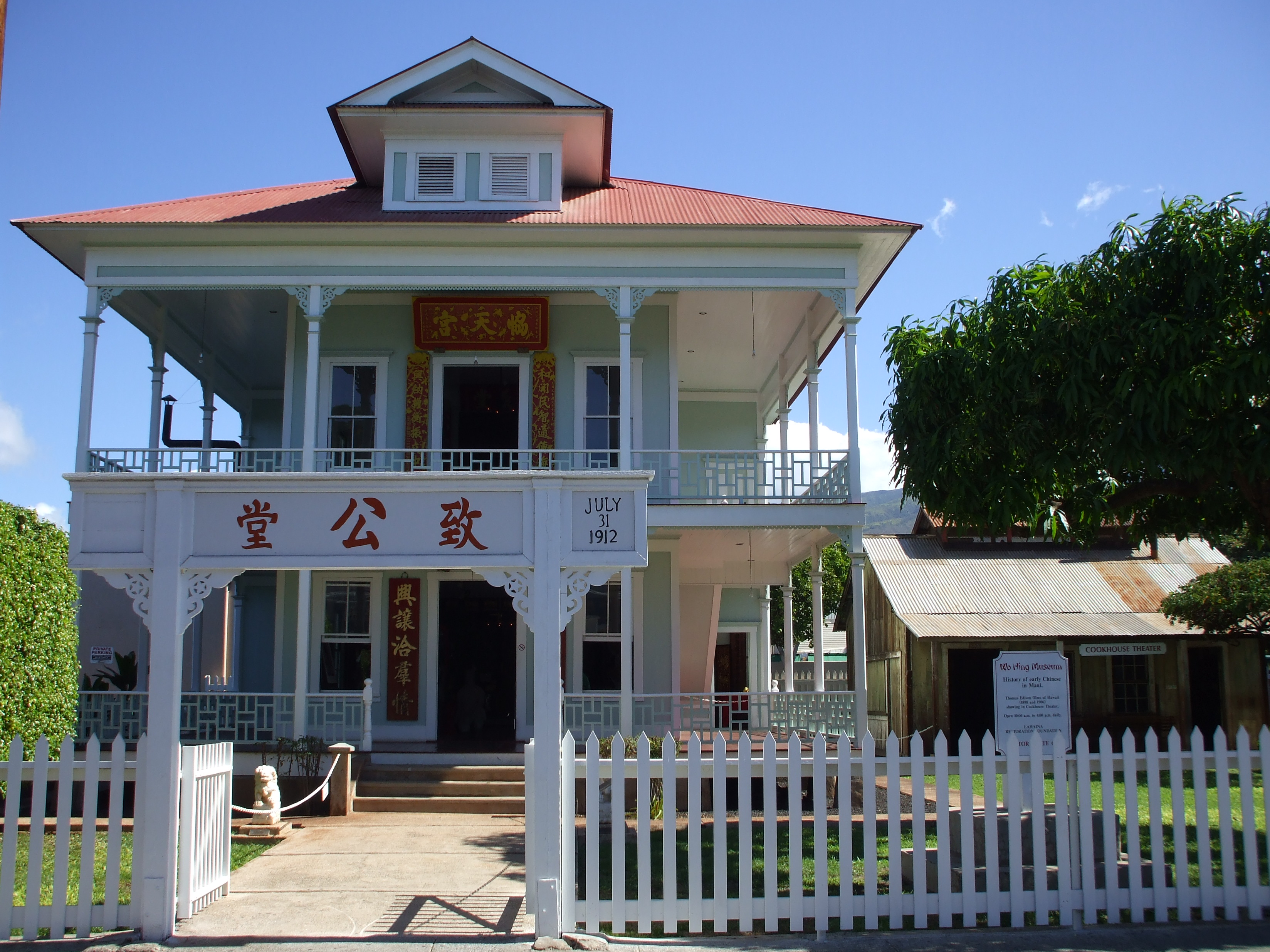
2007年撮影。門には「致公堂」と記されていた。
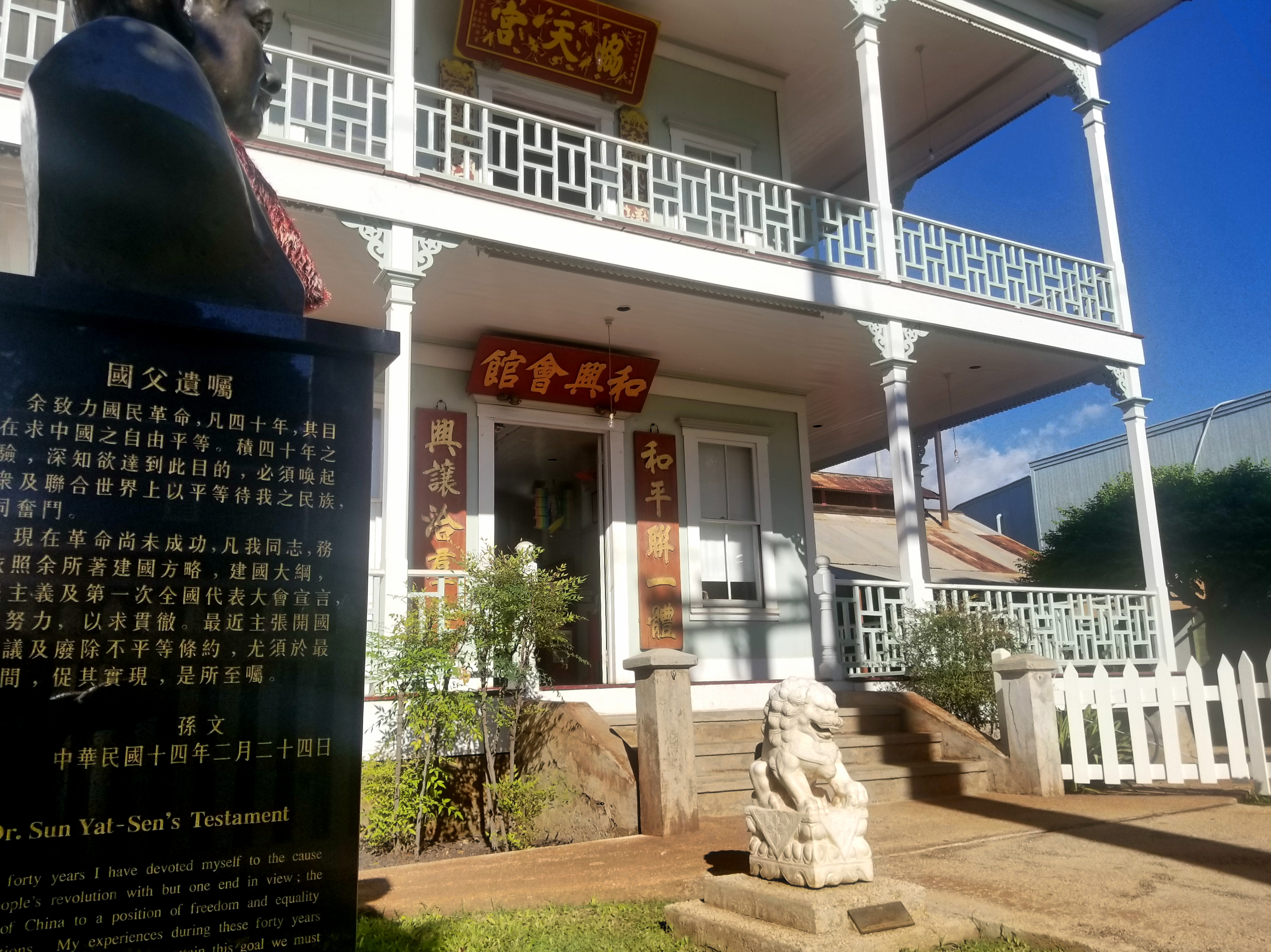
本館入口。左は孫文像。
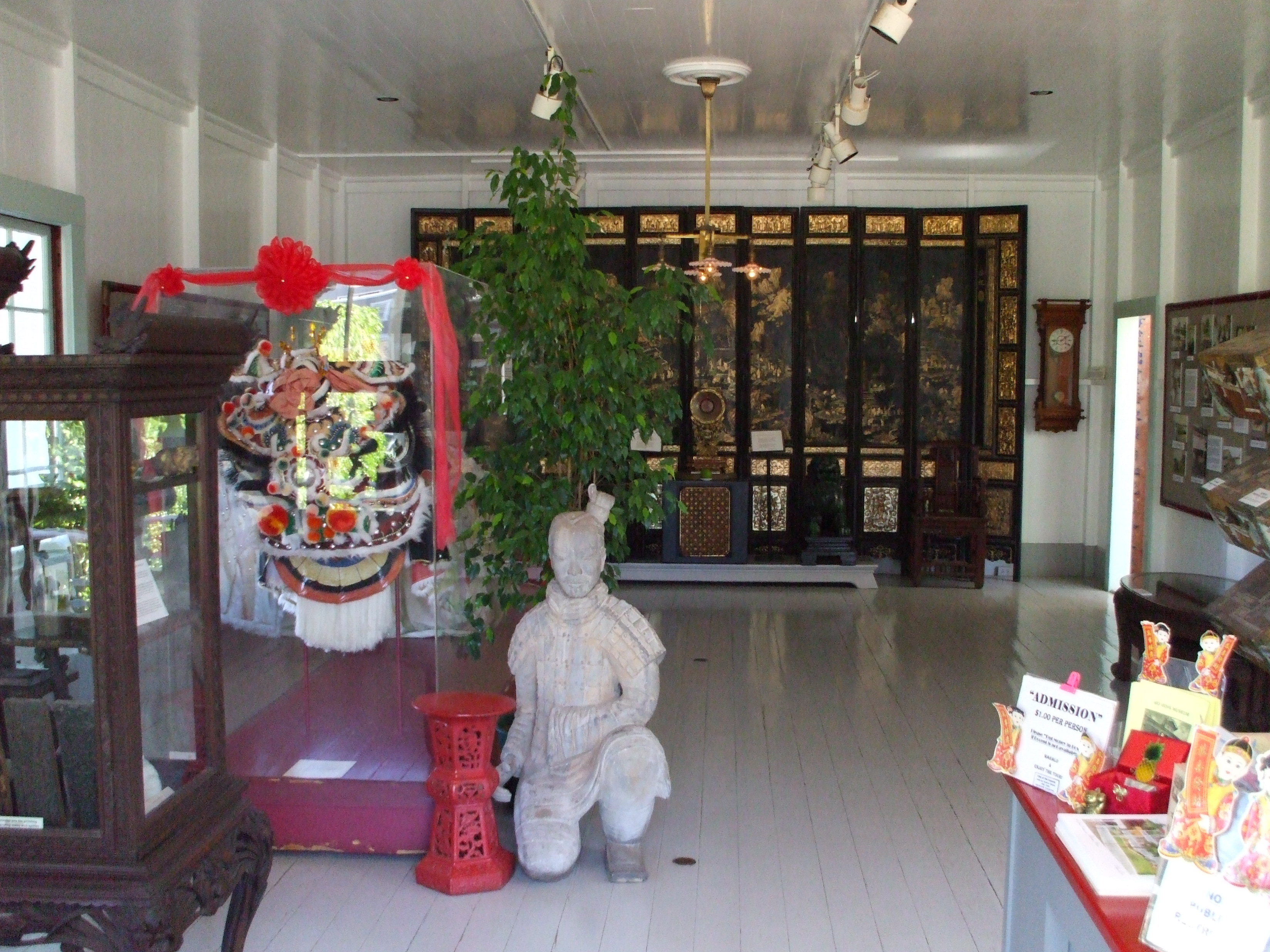
本館1階
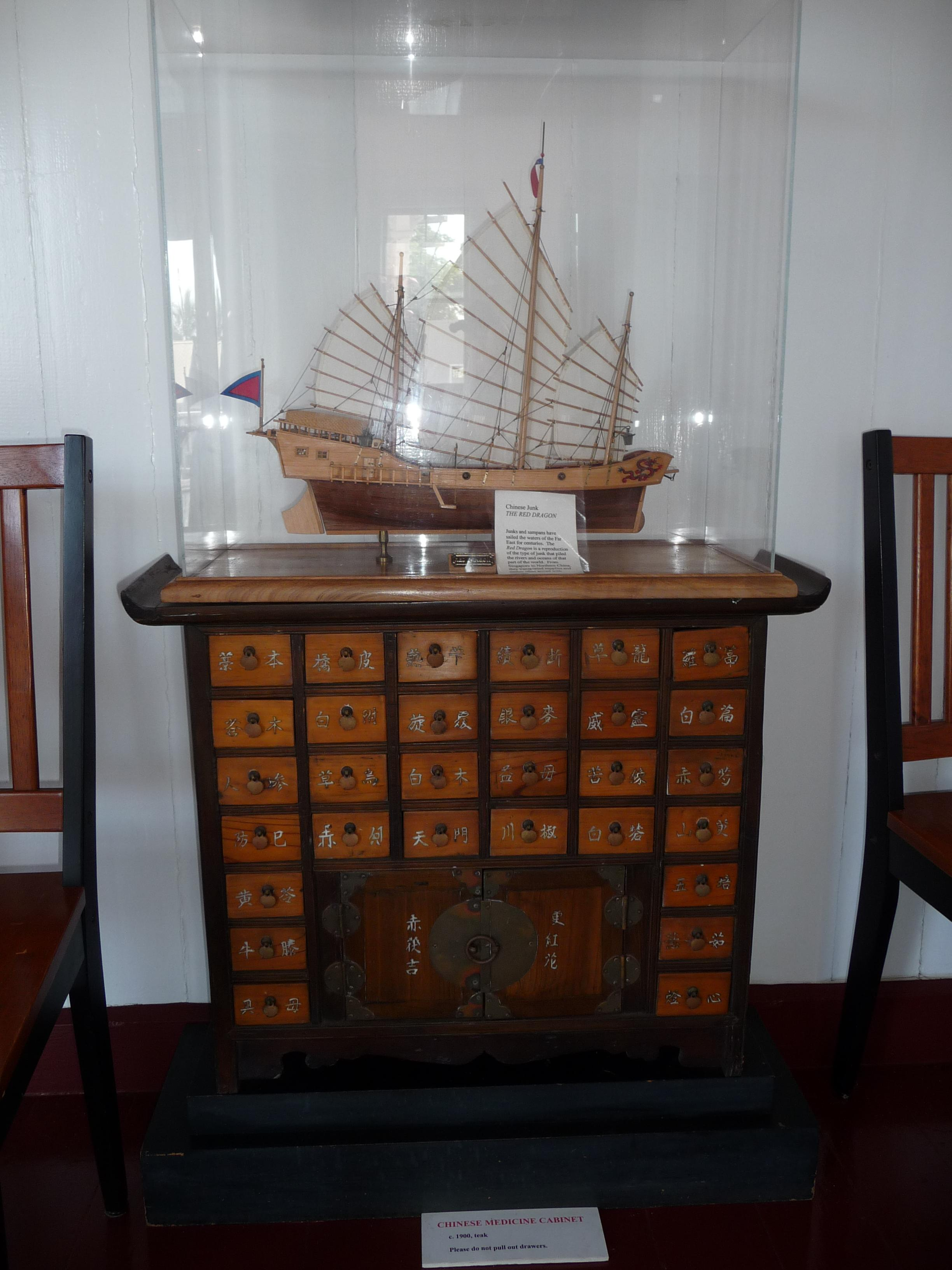
内部の展示品。ジャンク船の模型と薬箪笥。
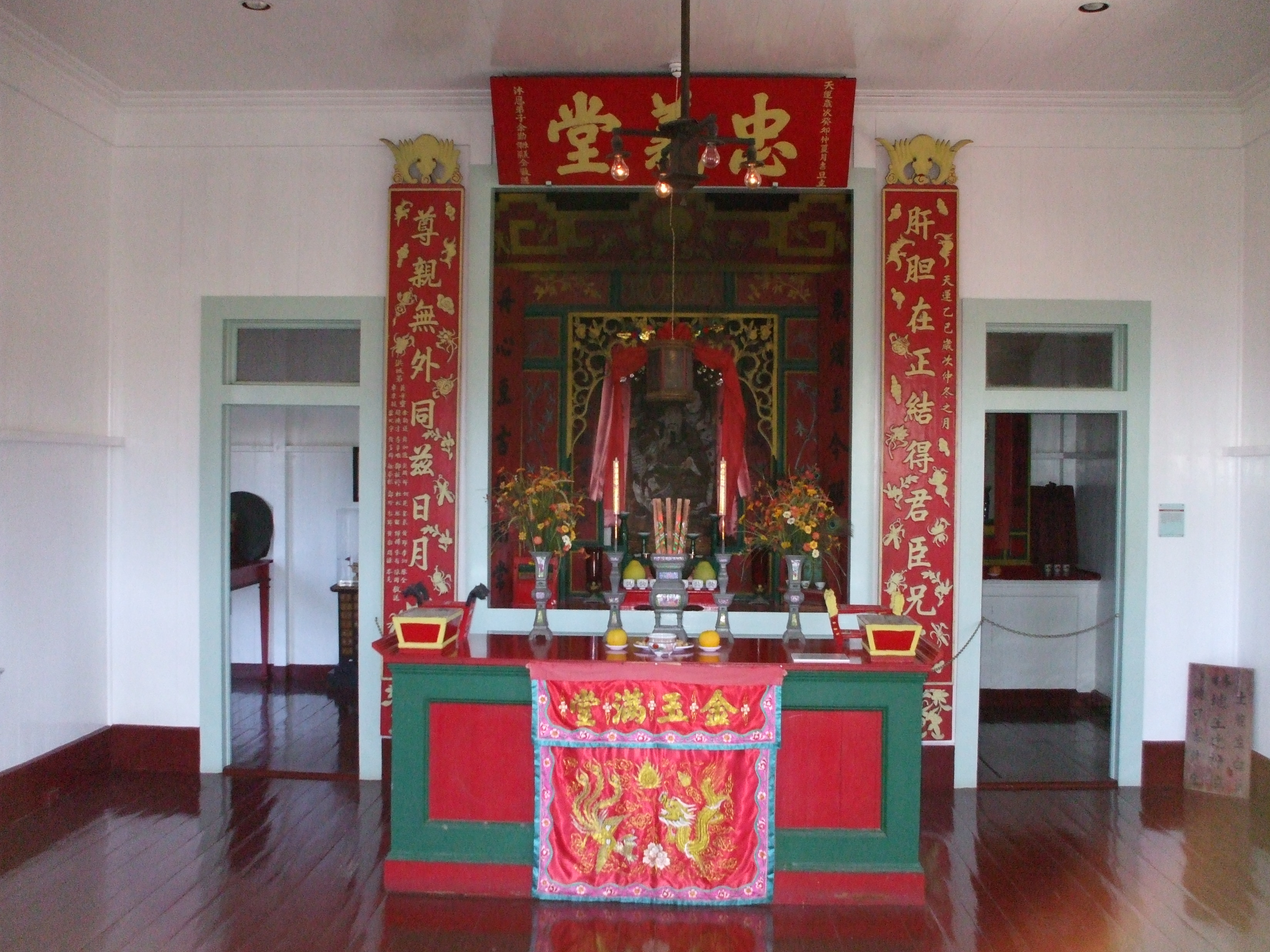
本館2階の関帝廟。写真の左右に他の神廟もある。写真右の奥の部屋には故人を祀る廟がある。
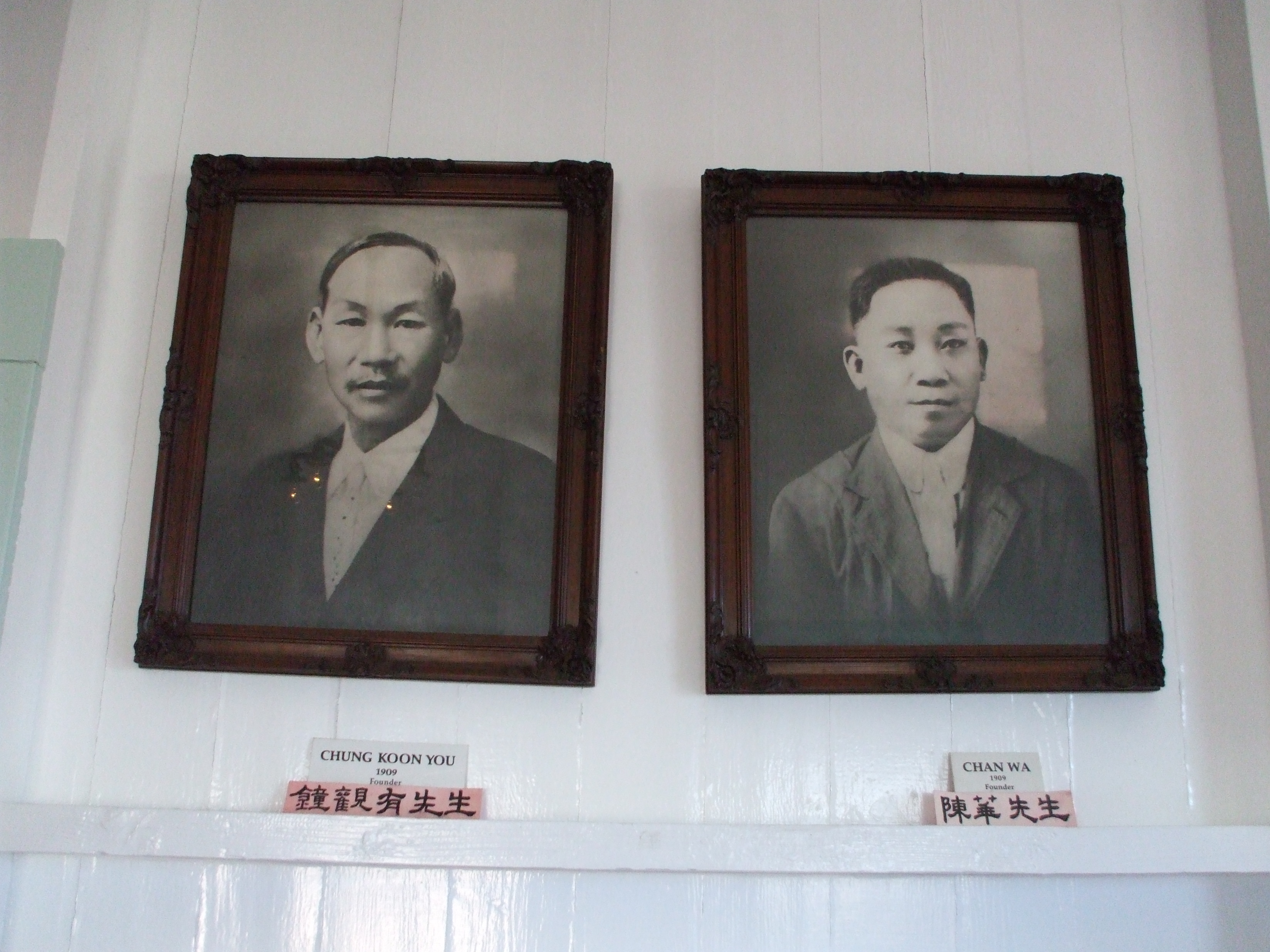
ウォ・ヒン・テンプルの創設者、鐘観有 (Chung Koon You) と陳華(Chan Wa)。
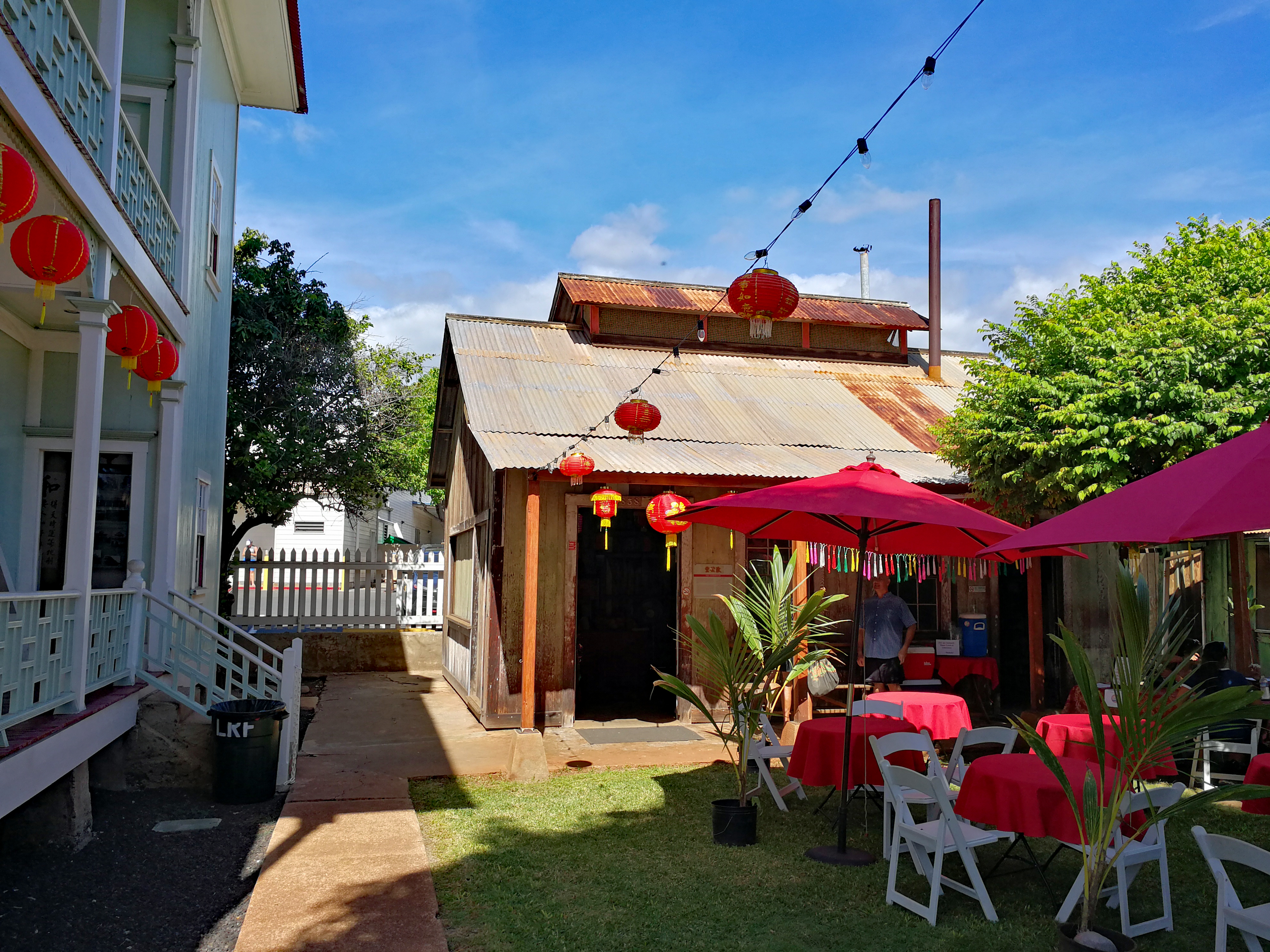
本館と調理場（2018年撮影）
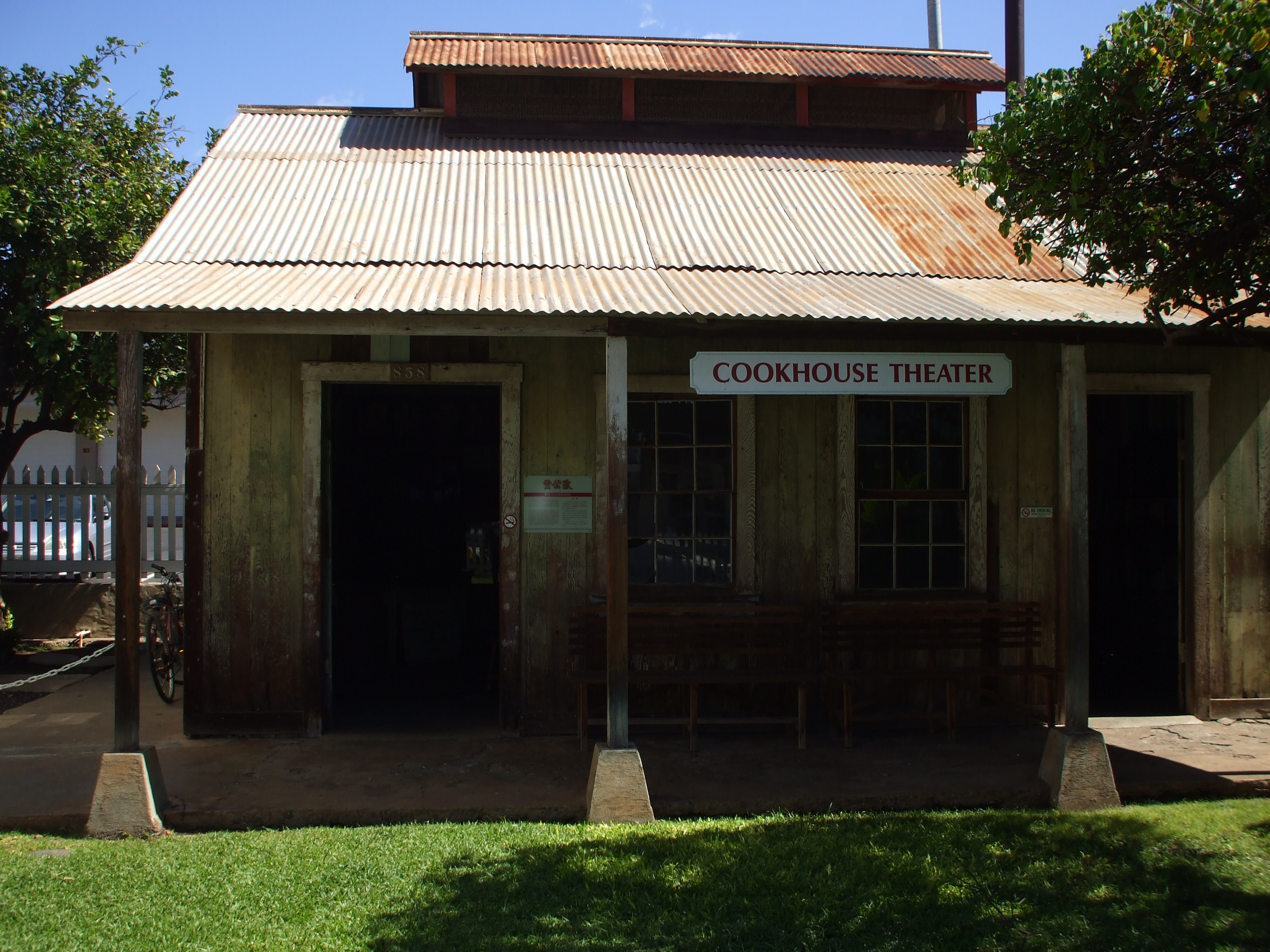
調理場。博物館としての改修後はミニシアターとして使用された（2007年撮影）
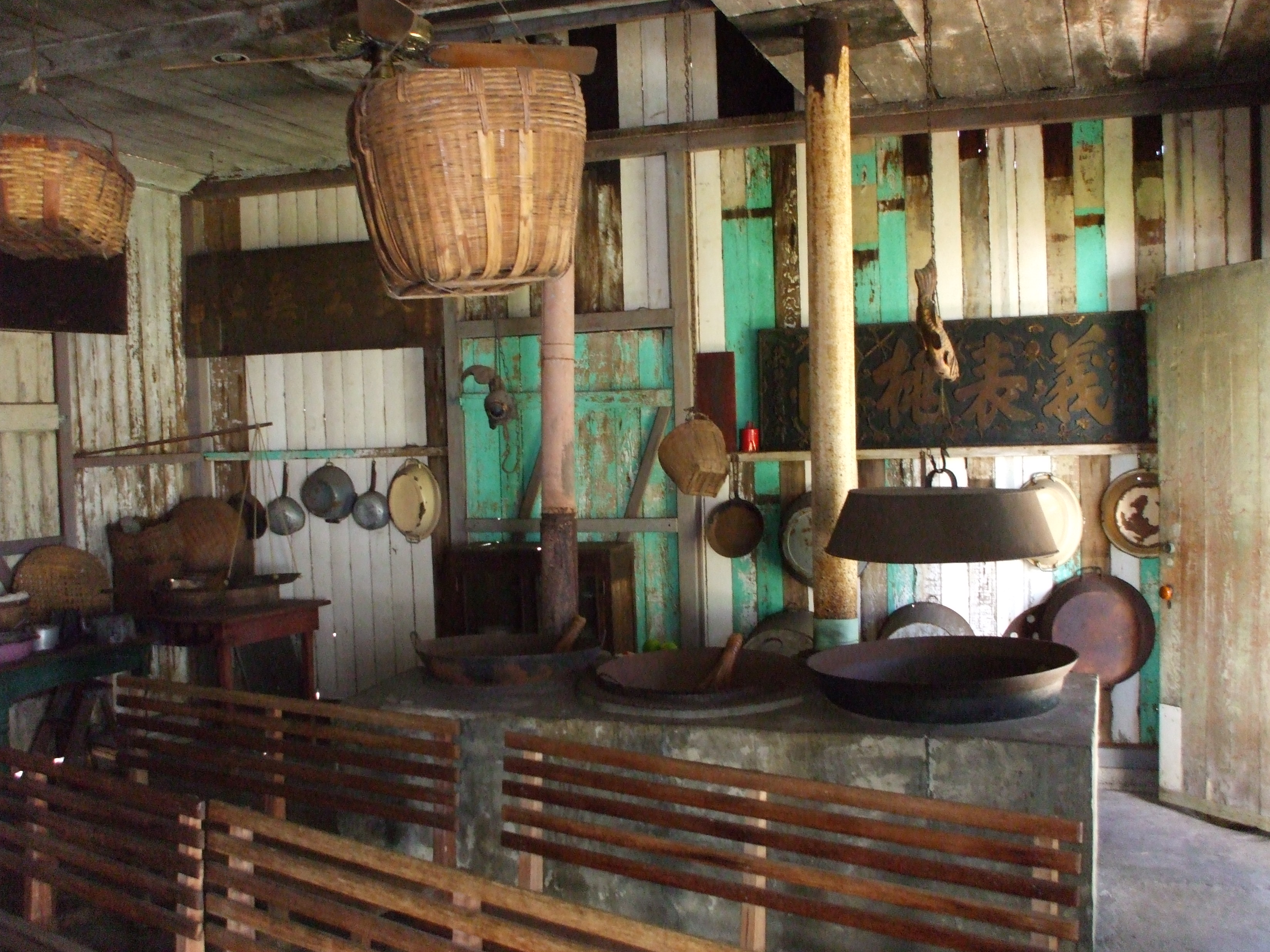
調理場の内部